# Menhir de Perafita
Le menhir de Perafita est un probable menhir situé à Cerbère, dans le département français des Pyrénées-Orientales.

## Historique et étymologie
La pierre est mentionnée indirectement dans un acte de l'an 981 où le roi Lothaire concède au duc de Roussillon Guifred des terres sises le long de la mer à partir du port appelé Pierrefitte (« de porto qui dicitur Petraficta »). L'anse de Pierrefitte doit nom à la présence de la pierre (petraficta en latin, perafita en catalan, soit la « pierre plantée ») dénommée aussi pedra dreta (« pierre droite »), nom encore donné à la colline voisine. En 1901, le docteur Henri Sabarthez fouille la pierre jusqu'à sa base sans résultat notable.

## Description
La pierre est constituée d'un bloc en micaschiste de section à peu près rectangulaire qui semble avoir été légèrement retouché pour en arrondir le sommet. Selon Pierre Vidal, la pierre mesure 2,80 m de hauteur hors sol mais serait enterrée sur 1,10 m de profondeur. Le site a depuis été remblayé et la pierre n'émerge plus que de 2 m environ. Selon Jean Abélanet, le fait que la pierre mesure près de 4 m semble indiquer qu'il s'agit d'un menhir plutôt que d'une ancienne borne territoriale car celles-ci n'atteignent jamais plus de 1 à 1,50 m de hauteur.